# Scooter: Agente secreto
Scooter: Agente secreto es una serie de televisión australiana televisada por Network Ten en el año 2005.
Contó con la participación de actores invitados como Nicholas Bell, Ryan Corr, Jared Daperis, Kim Gyngell, entre otros.

## Resumen de la trama
Scooter es un adolescente extremadamente torpe que encuentra un ordenador perteneciente a mayor agente secreto del mundo. Scooter decide completar las misiones destinadas para el Agente X-19, en un mundo de criminales maestros y aparatos de alta tecnología sin dejar de trabajar como repartidor de pizza.

## Reparto de la lista
- Martin Sharpe como Scooter Carpenter.
- Talia Zucker como Melanie.
- Charlene Tjoe como Katrina.
- John McTernan como Mackenna.
- Rodney Afif como Ratborough.
- Kenneth Ransom como Nevera.
- Tony Nikolakopoulos como Attilio.
- Kate Fitzpatrick como Taipan.
- Jamie Mezzasalma como Mario.
- Brianna Tab. Como ella misma.